# Турач китайський
Турач китайський (Francolinus pintadeanus) — вид куроподібних птахів родини фазанових (Phasianidae). Поширений у Південно-Східній Азії.

## Поширення
Ареал виду простягається від північно-східної Індії (Маніпур) через М'янму та південь і південний схід Китаю на схід до значної частини Камбоджі, Лаосу та В'єтнаму, і на південь до півдня Таїланду. Інтродукований на Маврикій, Філіппіни, Мадагаскар, США, Чилі та Аргентину. Його природними середовищами існування є субтропічні або тропічні сухі ліси та субтропічні або тропічні вологі рівнинні ліси. Віддає перевагу сухим світлим лісам і чагарниковим пагорбам на висоті до 1500 м. Однак він може спускатися на рівнини в чагарник, що межує з посівами. Він уникає всіх вологих місць.

## Підвиди
- F. p. pintadeanus (Scopoli, 1786) зустрічається в південно-східному Китаї.
- F. p. phayrei (Blyth, 1843) є меншою формою, яка займає більшу частину ареалу: Маніпур, М'янма, Таїланд, Лаос, Камбоджа, В'єтнам.

## Опис
Тіло завдовжки від 31 до 34 сантиметрів. Обидві статі мають однаковий розмір і важать від 284 до 397 грамів. Характерним для цього виду є темний основний колір оперення з помітними плямами на шиї. Самців можна відрізнити від турача індійського за білим горлом і білими боками голови.
У дорослих самців тім'я і шия темно-коричневі. Криючі вушні раковини, підборіддя і горло білі. Від основи дзьоба до потилиці проходить чорна смуга. Смужка над ним тягнеться від ока до шиї. Шия, груди та решта нижньої частини тіла чорні з помітною білою плямою. Плечі блідо-червонувато-коричневі. Крижі і верхні покриви хвоста чорнуваті з білими смугами. Підхвістя червонувате.
Дорослі самиці мають коричневе тім'я і шию з темною смугою. Боки голови і шия жовтувато-коричневі. Груди та решта нижньої частини тіла також жовтувато-коричневі з тонким темно-коричневим поперечним малюнком. Верхня сторона тіла забарвлена так само, як і у самців, але круп і надхвістя мають більш коричневий основний тон.